# Kartlibergen
Kartlibergen (georgiska: ქართლის ქედი, Kartlis kedi), eller Psjavibergen (ფშავის ქედი), är en bergskedja i Georgien. Den ligger i den östra delen av landet, i regionen Mtscheta-Mtianeti. Den är en sydlig del av Stora Kaukasus.